# Micah P. Hinson
Michael Paul Hinson (nacido el 3 de febrero de 1981 en Memphis, Tennessee) es un cantautor y guitarrista de americana y de indie. Se dio a conocer a finales de 2004 cuando sólo contaba con 23 años con su primer álbum titulado Micah P. Hinson and the Gospel of Progress. El disco obtuvo el beneplácito de la crítica y fue incluido en los primeros puestos de las listas de «los mejores discos del año» por varios medios de comunicación.

## Biografía

### Primeros años
Micah P. Hinson nació en el seno de una estricta familia con férreas convicciones religiosas en Memphis, ciudad donde vivió hasta que se trasladaron a Abilene (Texas) cuando Hinson era un adolescente. En esta ciudad daría sus primeros pasos en la música, aprendiendo sus primeros acordes con un teclado infantil y aprendiendo teoría musical con una guitarra que su padre le regaló. Sus primeras experiencias creativas consistieron en tomar letras de otra gente y tocar sus propias progresiones de acordes.
Entabló una relación sentimental con una exmodelo y viuda del guitarrista de un grupo local llamado Tripping Daisy que era varios años mayor que él. La «viuda negra», como más tarde la calificaría Hinson, le introdujo en el consumo de valium y otras drogas, llegando a pasar una temporada en la cárcel en la primavera de 2000 acusado de falsificar recetas de medicamentos. Hinson declararía recordando esa época: «Terminé por perder mi coche, mi hogar, todo mi dinero, mis instrumentos, mi equipo de grabación, y principalmente, a mi familia entera».
Al salir de la cárcel con 19 años, fue expulsado de su casa por sus padres, viéndose forzado a declararse en bancarrota y a vivir como un vagabundo durmiendo en las casas de sus amigos. Más tarde conseguiría un empleo de telemarketing y se mudaría a un motel, en el que utilizando instrumentos prestados, compuso alrededor de 30 canciones que más tarde incluiría en sus primeros discos.
En el invierno de 2003 trabajaría con sus antiguas canciones junto al grupo texano The Earlies y tras mudarse a Austin, donde vivía desempleado junto a una mujer que le mantenía, una de las maquetas de su canción The Posibilities llegó a la BBC por medio de su amigo John Mark Lapham de The Earlies, quien en esos momentos trabajaba como disc-jockey en Mánchester. Tras escuchar el trabajo de Hinson, el sello de Glasgow Scetch Book Records le ofreció grabar su primer disco, que llevaría por título Micah P. Hinson and the Gospel of Progress.

### The Gospel of Progress
La discográfica escocesa le ofreció un billete de avión al Reino Unido para la grabación del álbum y pagó los 600 dólares que Hinson debía por multas de tráfico que le impedían conseguir el pasaporte. Después de ser detenido en el aeropuerto de Londres e interrogado durante varias horas, consiguió una autorización para estar un mes en el país, tras lo que finalmente se dirigió a Mánchester para poder registrar el disco en dos semanas en los Airtight Studios con los miembros de The Earlies como productores. El grupo texano también ejerció de banda de acompañamiento bautizándose para la ocasión con el nombre del álbum, «The Gospel of Progress» y añadiendo diversos instrumentos de cuerda, acordeones y teclados para realzar las canciones de Hinson. Después de la grabación del disco y de su primera gira británica de dos semanas, Hinson regresaría a los Estados Unidos donde realizaría otra junto a Calexico. Hinson ha explicado que es la única ocasión en la que ha seleccionado qué canciones querría grabar, ya que ese disco acabó siendo una especie de "grandes éxitos" de sus composiciones de su etapa adolescente.
Su debut cosechó críticas entusiastas y fue incluido en los primeros puestos de las listas de los mejores discos de 2004 en varias publicaciones musicales, siendo frecuentes en ellas las alusiones a su vida privada y al consumo de drogas. A este respecto, Hinson declaró: «Encuentro extraño que la cantidad de drogas que tomaba durante la grabación y promoción de The Gospel of Progress fuera mucho menor de lo que los chicos y chicas de la prensa estaban pensando y escribiendo. En ese momento yo ya había encontrado la salida a la mayor parte de aquellos vicios. Los consideraba en general muy aburridos y si al final sirven de algo, sólo lo hacen para hacerte a ti y a tu alma estar hartos, de ninguna manera merece la pena el tiempo desperdiciado. Aunque cuando me di cuenta de que había un poco de verdad en esto, los dioses me enviaron un poco de suerte sombría, pero mi vida torció a la izquierda en vez de hacerlo hacia la derecha».
Durante la celebración en 2005 de la Burns night - una fiesta tradicional en honor al poeta escocés Robert Burns que se celebra el 25 de enero - mientras bromeaba con uno de sus amigos, éste golpeó a Hinson en la zona lumbar, provocándole involuntariamente una seria y dolorosa lesión que le obligó a pasar en cama varias semanas. Curiosamente, el médico le recetó algunos medicamentos a los que había sido adicto en el pasado, incluyendo codeína y ansiolíticos. En la primavera de 2005, Hinson realizó una gira europea que agravó sus problemas de espalda y tras su regreso a Estados Unidos fue ingresado en un hospital para ser sometido a una operación quirúrgica cuya convalecencia duró varias semanas, un periodo en el que apenas se pudo mover y que el propio artista calificó de «pesadilla».

### The Baby and the Satellite
En el verano del mismo año se publicó el miniálbum The Baby and the Satellite, formado por 8 canciones que fueron compuestas anteriormente a las de The Gospel of Progress, motivo por el cual Hinson lo considera en realidad su primer disco. En el miniálbum se incluyeron ocho canciones regrabadas durante su gira con Calexico seguidas de una pista en la que se pueden escuchar los mismos temas tal como fueron grabados en la maqueta original del año 2000. El sonido del disco prescinde de la variada instrumentación con la que contó su predecesor, dando un mayor protagonismo a la voz y haciéndolo más austero y cercano al lo-fi.
Hinson continuó de gira por América y Europa, tras lo que retomó un antiguo grupo llamado The Late Cord que años antes había formado junto a John Mark Lapham de The Earlies y que ambos habían abandonado para dedicarse a sus carreras por separado. Los dos músicos volvieron a reunirse para grabar un EP que llevó por título Lights from the Wheelhouse y que fue publicado en el verano de 2006 por el sello 4AD. El sonido del disco era una combinación entre música acústica y electrónica con Hinson en la parte vocal y ambos artistas tocando una gran variedad de instrumentos.

### The Opera Circuit
La grabación de su segundo álbum, Micah P. Hinson and the Opera Circuit, se realizó en su casa de Abilene, donde se desplazaron una docena de músicos que se ocuparon de la instrumentación, que volvió a incluir arreglos de cuerda y viento. Uno de ellos fue Eric Bachman, antiguo componente de Crooked Fingers y del grupo de lo-fi de los 90 Archers of Loaf. En esta ocasión bautizó a su grupo con el nombre de «The Opera Circuit», tomando el título del disco al igual que hizo en su primer álbum.
A finales de 2006 participaría con la canción I'm Waiting for the Day en el disco de homenaje al álbum Pet Sounds de The Beach Boys titulado Do It Again, tribute to Pet Sounds. El álbum fue publicado por el sello barcelonés Houston Party, responsable de la distribución de los discos del artista en España, y contó con la presencia entre otros de Patrick Wolf, Architecture in Helsinki y The Wedding Present.

## Influencias
Musicalmente ha sido comparado con artistas como Johnny Cash, Leonard Cohen, Tom Waits y Nick Cave, y con otros grupos de folk y country rock alternativo como Wilco, Lambchop y Bright Eyes. Hinson por su parte ha afirmado que se siente próximo a cantautores cercanos al pop como Elliott Smith o Iron & Wine y que no creció escuchando country, si no grupos de rock alternativo como My Bloody Valentine o Pixies. Sus letras suelen ser autobiográficas y contienen referencias a su precoz y problemática vida personal, de la que la prensa musical suele hacerse eco habitualmente. Hinson ha reconocido que esta constante vinculación por parte de los periodistas de su persona a la mala vida le ha hecho sentir arrinconado, perpetuando ese personaje aunque ya hubiera cerrado esa etapa.

## Curiosidades
- Hinson nació el mismo día en que Ronald Reagan, entonces Presidente de los Estados Unidos, fue disparado en un atentado que intentó acabar con su vida.
- Los coros de sus discos siempre están cantados por él mismo con diferentes entonaciones y en alguna canción hay hasta 15 pistas con la voz de Hinson cantando al mismo tiempo.[5]
- Los cinco discos que Micah P. Hinson ha afirmado haber escuchado más veces en su vida han sido: Pet Sounds de los Beach Boys, Trompe le Monde de los Pixies, Loveless de My Bloody Valentine, Blood on the Tracks de Bob Dylan y Forever Changes de Love.[14]
- El 8 de diciembre de 2007 al finalizar un concierto en Londres, Hinson pidió a su novia que subiera al escenario y le propuso matrimonio delante de los espectadores, a lo que ella contestó afirmativamente.[15]

## Discografía

### Álbumes
| Fecha                   | Álbum                                         | Discográfica                                                                         |
| ----------------------- | --------------------------------------------- | ------------------------------------------------------------------------------------ |
| 6 de septiembre de 2004 | Micah P. Hinson and the Gospel of Progress    | Reino Unido: Sketchbook; España: Houston Party; Australia: Spunk!; EE. UU.: Overcoat |
| 28 de agosto de 2006    | Micah P. Hinson and the Opera Circuit         | Reino Unido: Sketchbook; Australia: Spunk!; EE. UU.: Jade Tree                       |
| 14 de julio de 2008     | Micah P. Hinson and the Red Empire Orchestra  | Reino Unido: Full Time Hobby Records; España: Houston Party                          |
| 2010                    | Micah P. Hinson and and the pioneer saboteurs |                                                                                      |

### EP
| Fecha               | EP                         | Discográfica                                                       |
| ------------------- | -------------------------- | ------------------------------------------------------------------ |
| 20 de junio de 2005 | The Baby and the Satellite | Reino Unido: Sketchbook; España: Houston Party; EE. UU.: Jade Tree |

### Sencillos
| Fecha                   | Sencillo                                                     | Discográfica    |
| ----------------------- | ------------------------------------------------------------ | --------------- |
| 16 de agosto de 2004    | The Day Texas Sank To The Bottom Of The Sea                  | Scetchbook      |
| 29 de noviembre de 2004 | Beneath the Rose                                             | Sketchbook      |
| 13 de febrero de 2006   | Yard of Blonde Girls (Split-single compartido con Viva Voce) | Full Time Hobby |
| 6 de noviembre de 2006  | Jackeyed                                                     | Scetchbook      |
| 12 de junio de 2007     | A Dream of Her                                               | Houston Party   |

### Canciones en recopilatorios
| Fecha                   | Canción                                             | Álbum                                             | Discográfica    |
| ----------------------- | --------------------------------------------------- | ------------------------------------------------- | --------------- |
| 23 de febrero de 2003   | The Cranes                                          | Tracks for Horses                                 | Melodic         |
| 3 de octubre de 2005    | Yard of Blonde Girls (Versión de Jeff Buckley)      | Dream Brother - The Songs of Tim and Jeff Buckley | Full Time Hobby |
| 12 de noviembre de 2006 | I'm Waiting for the Day (Versión de The Beach Boys) | Do It Again, a tribute to Pet Sounds              | Houston Party   |

## Multimedia
- Beneath the Rose
- Jackeyed
- Cinco canciones en streaming de Micah P. Hinson and the Opera Circuit
- Micah P. Hinson presenta No voy a salir de aquí en Barcelona, vídeo en Canal-L